# Claudia Wiener
Claudia Wiener (* 19. August 1964 in Schweinfurt) ist eine deutsche Altphilologin.
Wiener studierte von 1983 bis 1990 an den Universitäten Würzburg und Siena Klassische Philologie. 1994 wurde sie mit der Dissertation „Friedrich Rückerts ‚De idea philologiae‘ als dichtungstheoretische Schrift und Lebensprogramm“ promoviert und wirkte anschließend bis 2000 als wissenschaftliche Assistentin an der Universität Würzburg. Nach ihrer Habilitation (2002) wurde sie 2003 als Professorin an die Universität München berufen.
Ihre Forschungsschwerpunkte sind lateinische Literatur der Kaiserzeit, Textüberlieferung und Dichtung der frühen Neuzeit.
Claudia Wiener gehört zu den Herausgebern der historisch-kritischen Edition der Werke Friedrich Rückerts.